# 문경찬
문경찬(文敬燦, 1992년 7월 8일 ~ )은 전 KBO 리그 롯데 자이언츠의 투수이다.

## KIA 타이거즈시절
2015년에 입단하였다. 2015년 4월 5일 kt 위즈와의 경기에 선발 등판하며 데뷔 첫 경기를 치렀고, 경기에서 5.1이닝 1실점을 기록했다.

## 상무 야구단시절
2016년에 입단하였다.

## KIA 타이거즈복귀
2017년에 복귀하였다. 2019년 시즌에 보직이 마무리로 변경됐고, 1점대 평균자책점, 24세이브를 기록했다.

## NC 다이노스시절
2020년 8월 12일, 당시 KIA 타이거즈 소속이었던 그와 박정수, NC 다이노스 소속이었던 김태진, 장현식과 2:2 트레이드를 통해 이적하였다. 8월 14일 이적 후 첫 등판했지만 1이닝 2피홈런 4실점으로 패전 투수가 되었다.

## 롯데 자이언츠시절
2021년 12월 31일에 FA를 통해 이적한 손아섭의 보상 선수로 지명돼 이적하였다. 2023년 시즌 후 방출됐다.

## 출신 학교
- 부천북초등학교
- 부천중학교(전학) → 동인천중학교
- 인천고등학교
- 건국대학교

## 등번호
- '43' (2015년, KIA 타이거즈)
- '01' (2017년, KIA 타이거즈)
- '35' (2018년~2020년, KIA 타이거즈)
- '56' (2020년~2021년, NC 다이노스)
- '27' (2022년, 롯데 자이언츠)
- '38' (2023년, 롯데 자이언츠)

## 통산 기록
| 연도 | 팀명  | 평균자책점 | 경기 | 완투 | 완봉 | 승 | 패 | 세 | 홀 | 승률  | 타자 | 이닝 | 피안타 | 피홈런 | 볼넷 | 사구 | 탈삼진 | 실점 | 자책점 |
| ---- | ----- | ---------- | ---- | ---- | ---- | -- | -- | -- | -- | ----- | ---- | ---- | ------ | ------ | ---- | ---- | ------ | ---- | ------ |
| 2015 | KIA   | 9.76       | 8    | 0    | 0    | 1  | 3  | 0  | 0  | 0.250 | 133  | 27⅔  | 44     | 7      | 10   | 1    | 15     | 32   | 30     |
| 2018 | KIA   | 4.72       | 32   | 0    | 0    | 0  | 3  | 0  | 0  | 0.000 | 240  | 55⅓  | 62     | 10     | 17   | 2    | 46     | 29   | 29     |
| 2019 | KIA   | 1.31       | 54   | 0    | 0    | 1  | 2  | 24 | 0  | 0.333 | 217  | 55   | 45     | 2      | 10   | 0    | 50     | 9    | 8      |
| 2020 | NC    | 5.02       | 56   | 0    | 0    | 0  | 5  | 10 | 11 | 0.000 | 225  | 52   | 51     | 11     | 15   | 2    | 44     | 35   | 29     |
| 2021 | NC    | 4.94       | 35   | 0    | 0    | 0  | 1  | 0  | 4  | 0.000 | 142  | 31   | 25     | 6      | 20   | 0    | 25     | 20   | 17     |
| 2022 | 롯데  | 5.80       | 38   | 0    | 0    | 1  | 2  | 0  | 1  | 0.333 | 184  | 40⅓  | 51     | 7      | 13   | 1    | 31     | 26   | 26     |
| 2023 | 롯데  | 27.00      | 2    | 0    | 0    | 0  | 1  | 0  | 0  | 0.000 | 12   | 2    | 6      | 3      | 0    | 0    | 2      | 6    | 6      |
| 통산 | 7시즌 | 4.96       | 225  | 0    | 0    | 3  | 17 | 34 | 16 | 0.158 | 1153 | 263⅓ | 284    | 46     | 85   | 6    | 213    | 158  | 145    |